# Genderneutrale voornaamwoorden
Genderneutrale voornaamwoorden zijn persoonlijke voornaamwoorden in de derde persoon enkelvoud om iemand mee aan te duiden van wie de sekse of het gender niet bekend is bij de spreker of schrijver, of iemand die zich identificeert als non-binair of genderqueer. Het is een genderneutraal alternatief voor 'zij' of 'hij'. 
Het correcte gebruik van voornaamwoorden zou van belang kunnen zijn voor non-binaire en genderqueer personen.

## Aanpak in verschillende talen
Verschillende talen bedienen zich van verschillende middelen om genderneutraal taalgebruik te bereiken. Er zijn in dit verband drie soorten talen te onderscheiden:
- Talen waarin de naamwoorden een grammaticaal geslacht hebben. Dit zijn onder andere het Duits, de Romaanse talen,[3] de Slavische talen,[3] het Hindi en het Hebreeuws.
- Talen waarin de persoonlijke voornaamwoorden wel een grammaticaal geslacht hebben, maar de zelfstandige naamwoorden niet. Voorbeelden hiervan zijn het Engels, Zweeds en Deens.
- Talen zonder grammaticaal geslacht. Voorbeelden zijn het Ests, Fins, Hongaars,[3] Turks, Chinees en Swahili.

Het Nederlands behoort tot de eerste categorie, al is het grammaticale woordgeslacht hier grotendeels verdwenen, met name in de spreektaal.

### Weglaatbaarheid
In sommige talen kan het persoonlijk voornaamwoord in de functie van onderwerp worden weggelaten, omdat de werkwoordsvorm tevens voldoende informatie over het onderwerp geeft. Dergelijke talen worden in het Engels pronoun-dropping languages genoemd (pronoun betekent 'voornaamwoord' en dropping betekent 'laten vallen, weglaten'), afgekort pro-drop-languages, in het Nederlands pro-droptalen.

#### Voorbeelden
- In de Latijnse zin Cogito ergo sum (ik denk dus ik ben, een citaat van René Descartes) ontbreken persoonlijke voornaamwoorden.
- In het Spaans zegt men bailo ("ik dans") en niet yo bailo. Zegt men yo bailo, dan valt de klemtoon op de persoon (ik).
- In het Hongaars kan men zeggen: látlak ("ik zie jou"), látom ("ik zie het/haar/hem/U"), latok autókat ("ik zie auto's")

### Nederlands
In het Nederlands is er tot op heden nog geen ingeburgerd alternatief voor het mannelijk en het vrouwelijk persoonlijk voornaamwoord in de derde persoon enkelvoud ('hij' of 'zij'). Bij een keuze voor genderneutraal taalgebruik stelt dit de spreker of schrijver voor problemen.
Transgender Netwerk Nederland organiseerde in 2016 een online verkiezing voor het non-binaire voornaamwoord. Bij die verkiezing werden 'hen' (persoonlijk voornaamwoord) en 'hun' (bezittelijk voornaamwoord) verkozen tot winnende voornaamwoorden, in navolging van Engels they (afgeleid: them, their). 'Hen' werd in 2020 opgenomen in de online-editie van Van Dale Groot woordenboek van de Nederlandse taal (de 'Dikke van Dale') als derde persoon enkelvoud, zij het met als label "niet algemeen". Anders dan bij het Engelse they blijft de werkwoordsvorm die van het enkelvoud, bijvoorbeeld "Hen identificeert zich als non-binair".
Historisch gezien is 'hen' nooit gebruikt voor de verwijzing naar individuele personen, in tegenstelling tot het Engelse they. Hoewel de introductie van nieuwe zelfstandige en bijvoeglijke voornaamwoorden (als inhoudswoorden) voor de beschrijving van nieuwe concepten en voorwerpen in een taal probleemloos verloopt, zijn voornaamwoorden functiewoorden, die grammaticale relaties in een taal uitdrukken. Ze zijn hierdoor sterk verankerd en vormen een "conservatieve kracht" waar weinig aan te doen valt, aldus de Nederlandse taalkundige Marc van Oostendorp (Radboud Universiteit, Nijmegen). Ook het scheppen van nieuwe (persoonlijke) voornaamwoorden zou het dan niet redden.
Een alternatief, namelijk het invoeren van het aanwijzend voornaamwoord 'die' (en de mannelijke genitief 'diens') als genderneutraal persoonlijk voornaamwoord, zou volgens Van Oostendorp wel kans van slagen hebben om geaccepteerd te worden, aangezien 'die' in de spreektaal al veelvuldig als ongespecificeerd persoonlijk voornaamwoord fungeert. Bijvoorbeeld: "Waar is Marie? Die is al naar huis." In hetzelfde artikel geeft zijn collega Ingrid van Alphen (Vrije Universiteit Amsterdam) eerder de voorkeur aan 'diegene' ("verwijst altijd naar mensen") en eventueel, onzijdig persoonlijk voornaamwoord 'het' (dat favoriet is bij een enkele non-binaire persoon), terwijl 'die' "te aanwijzend" zou zijn.
Steeds meer taaladviezen vermelden echter wel het gebruik van 'hen/hun/hen' en 'die/diens/die'. Het is daarnaast ook mogelijk om het gebruik van voornaamwoorden te vermijden en als alternatief de voornaam te gebruiken. In het voorbeeld: "Waar is Marie? Marie is al naar huis".
Nieuw onderzoek uit 2024 wees bovendien uit dat 'die', 'hen', 'diens' en 'hun' inmiddels met afstand het meest gebruikt werden onder taalgebruikers die het belangrijk vonden om op een inclusieve manier naar non-binaire personen te verwijzen. Daarbij werd 'die' vaker gebruikt als onderwerp, en 'hen' vooral als lijdend voorwerp of na een voorzetsel.

#### Weglaatbaarheid in het Nederlands
In het Nederlands taalgebruik is het mogelijk om de voornaamwoorden 'hij' en 'zij' in een tekst te vermijden. Dat heeft ook voordelen als een tekst alle mensen moet aanspreken, dus vrouwen, mannen en non-binaire personen. Een tekst in een algemene brochure als "De werkgever moet zijn personeel de kans geven zich te laten bijscholen" kan geformuleerd worden als:
| Principe                             | Voorbeeld                                                                   |
| ------------------------------------ | --------------------------------------------------------------------------- |
| weglating van het voornaamwoord      | De werkgever moet personeel de kans geven zich te laten bijscholen          |
| gebruik van tweede persoon enkelvoud | Als werkgever moet je je personeel de kans geven zich bij te scholen        |
| gebruik van de meervoudsvorm         | Werkgevers moeten hun personeel de kans geven zich bij te scholen           |
| gebruik van de passieve vorm         | Personeel moet door de werkgever de kans gegeven worden zich bij te scholen |

### Engels
Er zijn verschillende genderneutrale persoonlijk voornaamwoorden (pronouns) in de derde persoon enkelvoud, zoals het hierboven genoemde singular they en het Spivak pronoun 'e', genoemd naar Michael Spivak. Een voorbeeld van een tekst waarin gebruik wordt gemaakt van het singular they: "The patient should be told at the outset how much they will be required to pay."

### Esperanto
In 1979 werd het genderneutrale voornaamwoord ri voor het eerst voorgesteld als extra optie naast de traditionele voornaamwoorden li (hij), ŝi (zij) en ĝi (het). In 1993 verscheen het in een Esperanto-leermethode. Tot ongeveer 2010 bleef het een zelden gebruikt experimenteel woord, maar na 2010 is het gebruik ervan aanzienlijk toegenomen, vooral onder jeugd en jongvolwassenen in westerse landen. Een gezaghebbende handleiding voor Esperantogrammatica, de Plena Manlibro de Esperanta Gramatiko, raadde voorheen het voornaamwoord ri af, maar vanaf april 2019 niet meer. Het legt nu zonder vooroordelen de verschillende manieren uit waarop het voornaamwoord daadwerkelijk wordt gebruikt.

### Ido
In het Ido (een herziene versie van de kunsttaal Esperanto) bestaat al vanouds het genderneutrale voornaamwoord 'lu'. 'Lu' is afgeleid van de volle vormen 'ilu' (hij) of 'elu' (zij). Het genderneutrale voornaamwoord meervoud is 'li', afgeleid van de volle vormen 'ili' en 'eli' (zij).

### Zweeds
In Zweden werd in 2015 het genderneutrale voornaamwoord hen opgenomen in de Svenska Akademiens ordlista, de officiële lijst van Zweedse woorden van de Zweedse Academie. Het kan als genderneutraal alternatief voor han (hij) en hon (zij) worden gebruikt.

### Noors (Bokmål)
In het Noors (Bokmål) gaat, net als in het Zweeds, het genderneutrale voornaamwoord hen officieel geïntroduceerd worden naast han voor mannen en hun voor vrouwen.

### Frans
In het Frans is in november 2021 het genderneutrale voornaamwoord iel / ellui toegevoegd aan het officiële woordenboek Le Robert. Dit zorgde in taalkritische kringen voor veel ophef.